# Drače
Drače je malá vesnice v opčině Janjina v Chorvatsku, v Dubrovnicko-neretvanské župě. V roce 2001 žilo v obci 64 obyvatel. Vesnice je situována na severním pobřeží poloostrova Pelješac, 2 km severovýchodně od Janjiny a 30 km severozápadně od Stonu, při hlavní silnici 414, tzv. Pelješacké transverzále. Transverzála obec rozděluje, některé pláže jsou od zástavby odděleny silnicí.
Rybářská osada s malým přístavem leží v rozlehlé zátoce při Neretvanském průlivu (moře mezi zátokou a protilehlou pevninou místní nazývají Malo more, zatímco otevřené moře na jižním pobřeží Pelješacu nazývají Veliko more). Součástí obce Drače jsou zátoky Sutvid, Stinjiva, Brijesta a Blaževo. Obec je známá chovem slávek a ústřic, které je zde možno čerstvé koupit nebo ochutnat v místní restauraci. V obci je i kotviště pro menší jachty.

## Pamětihodnosti
- Kostel svatého Rocha

## Galerie

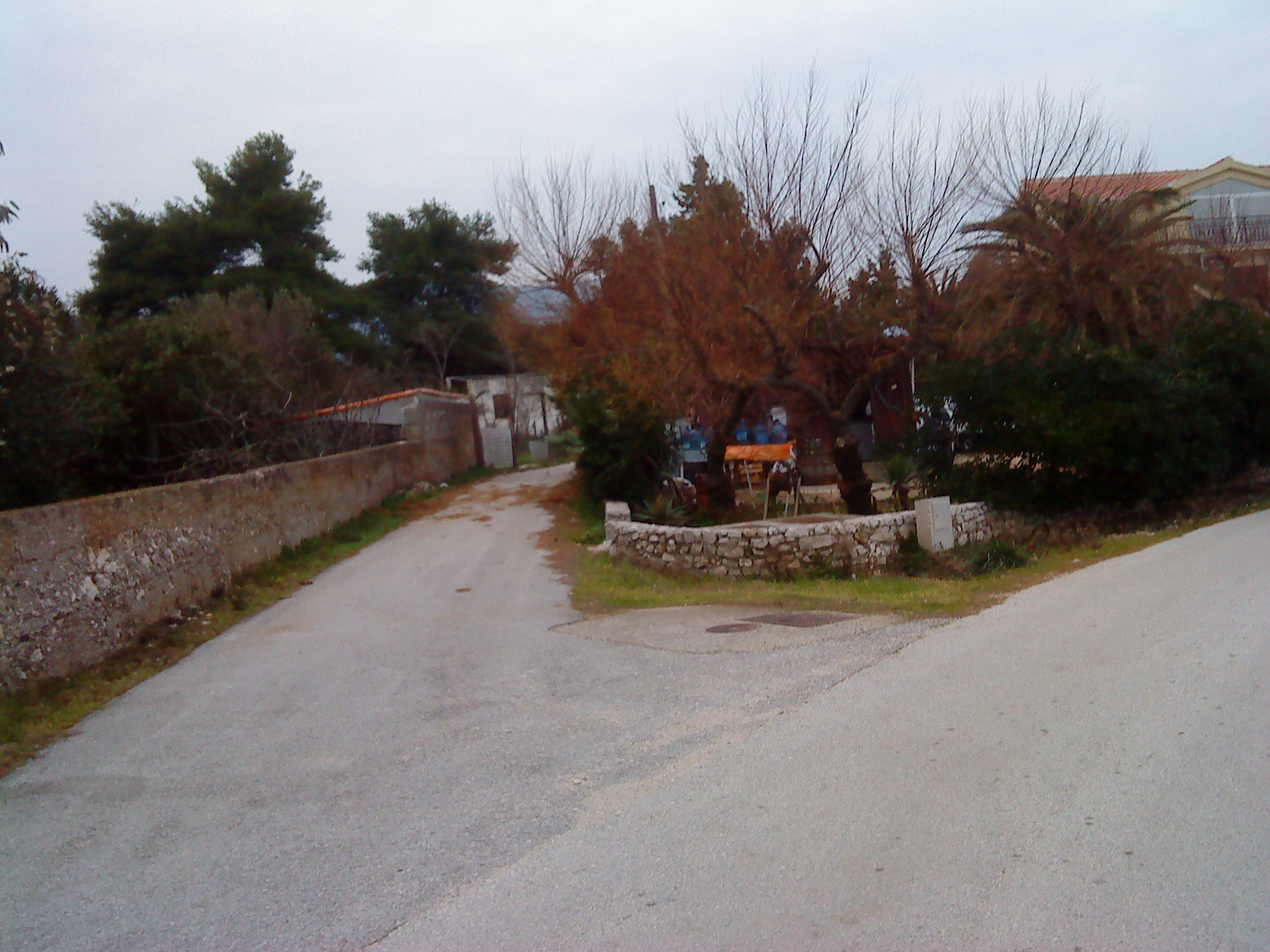
Drače
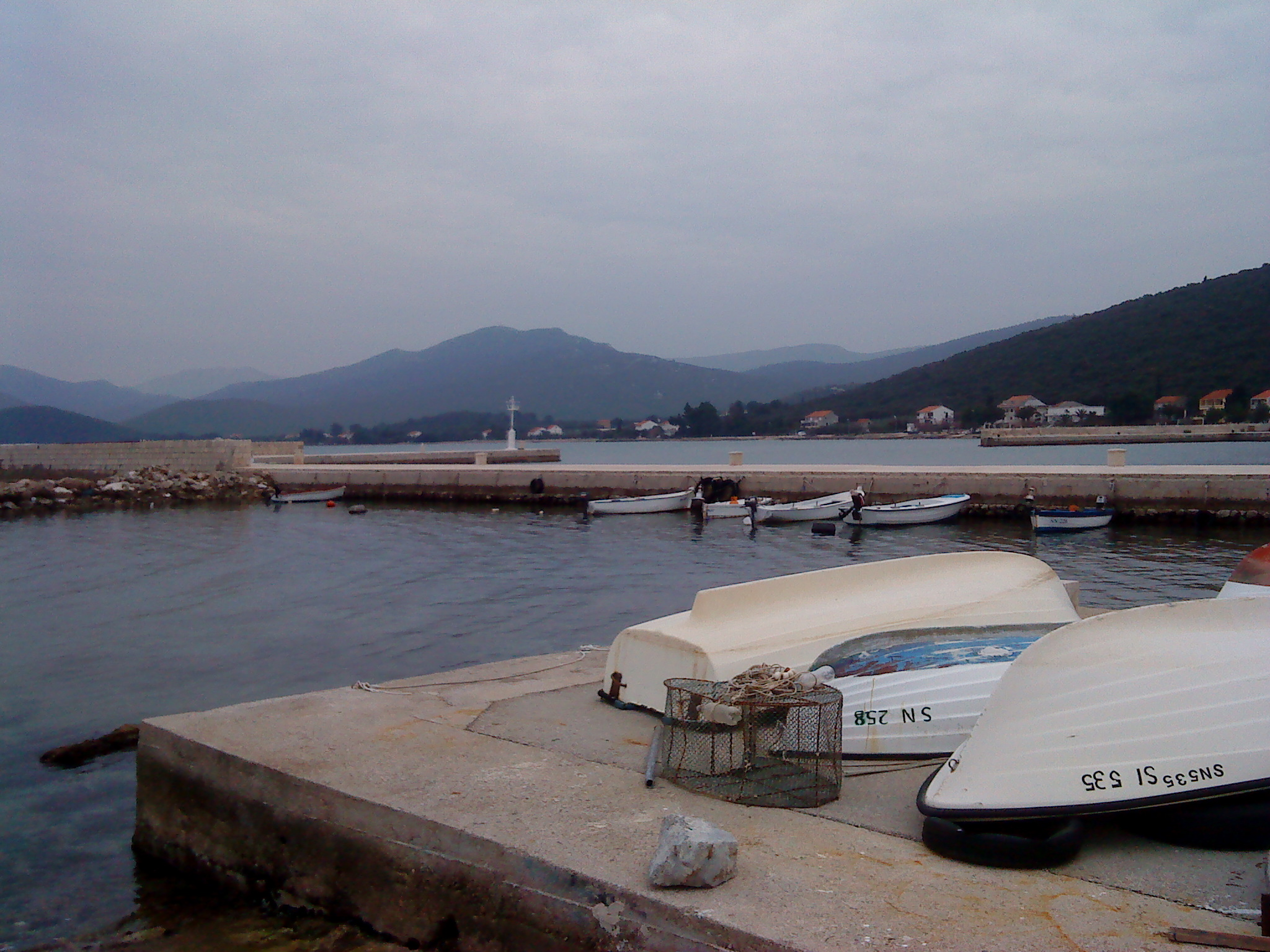
Marína
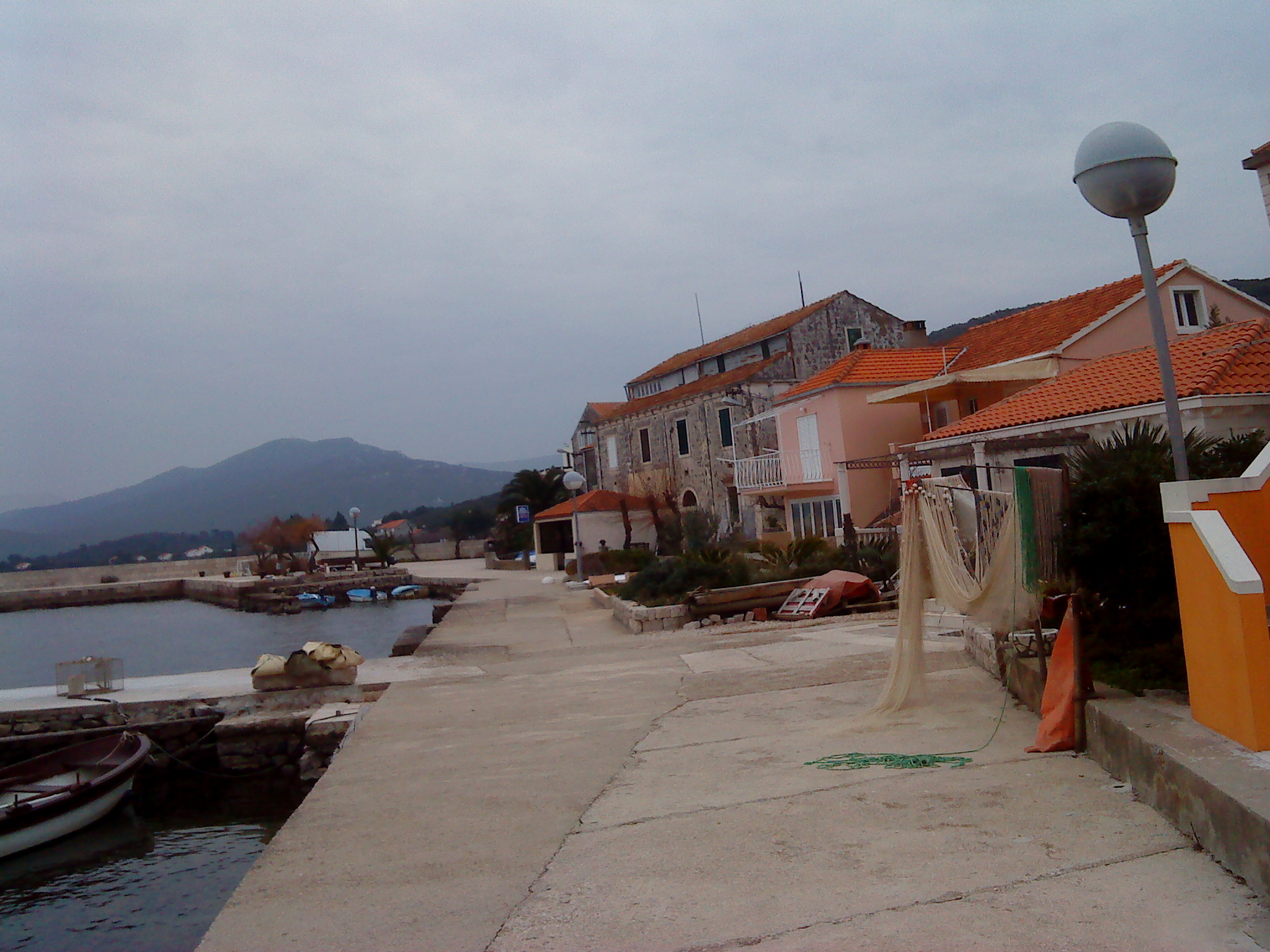
Domy u maríny
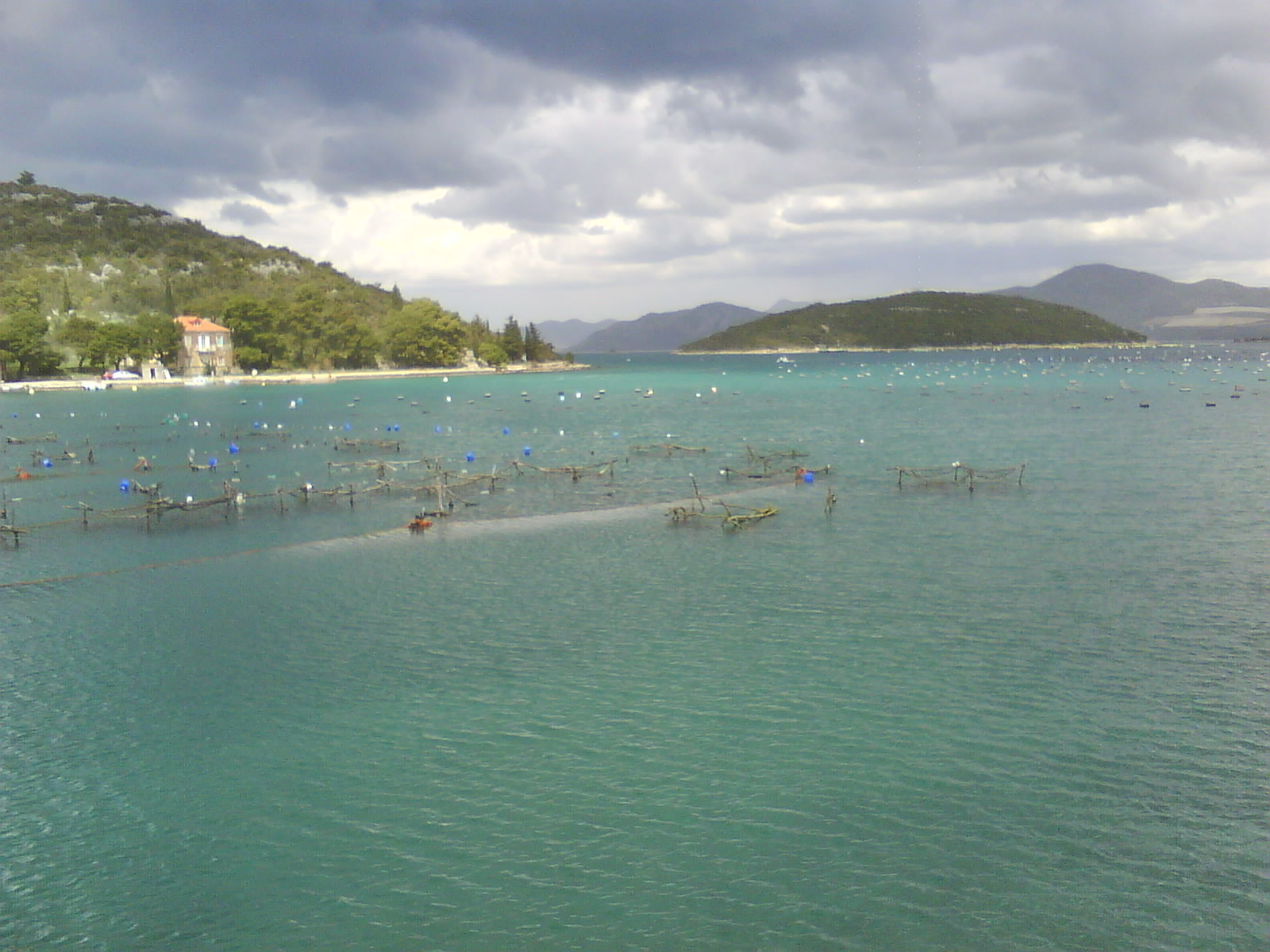
Plantáže ústřic
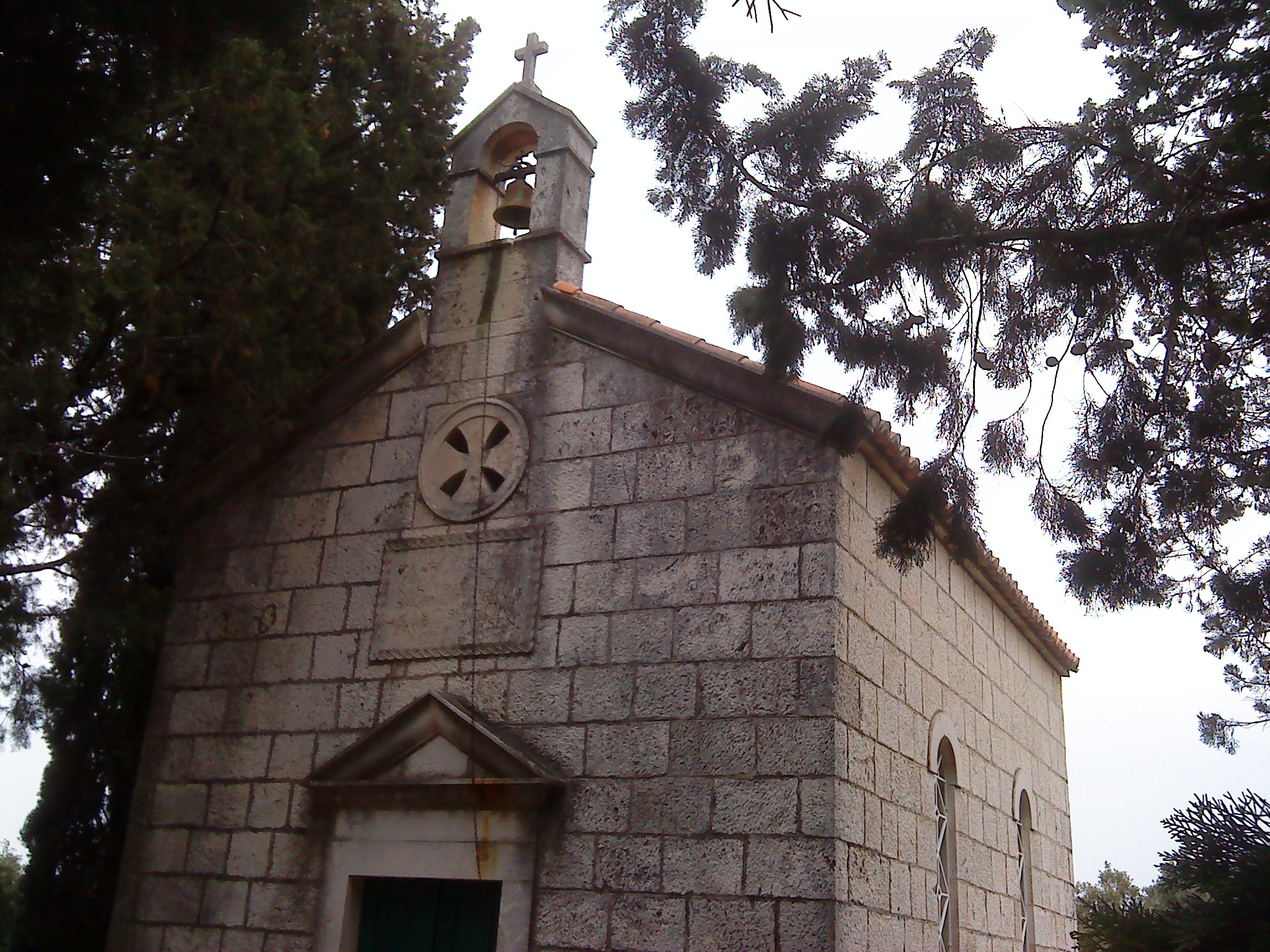
Kostel sv. Rocha
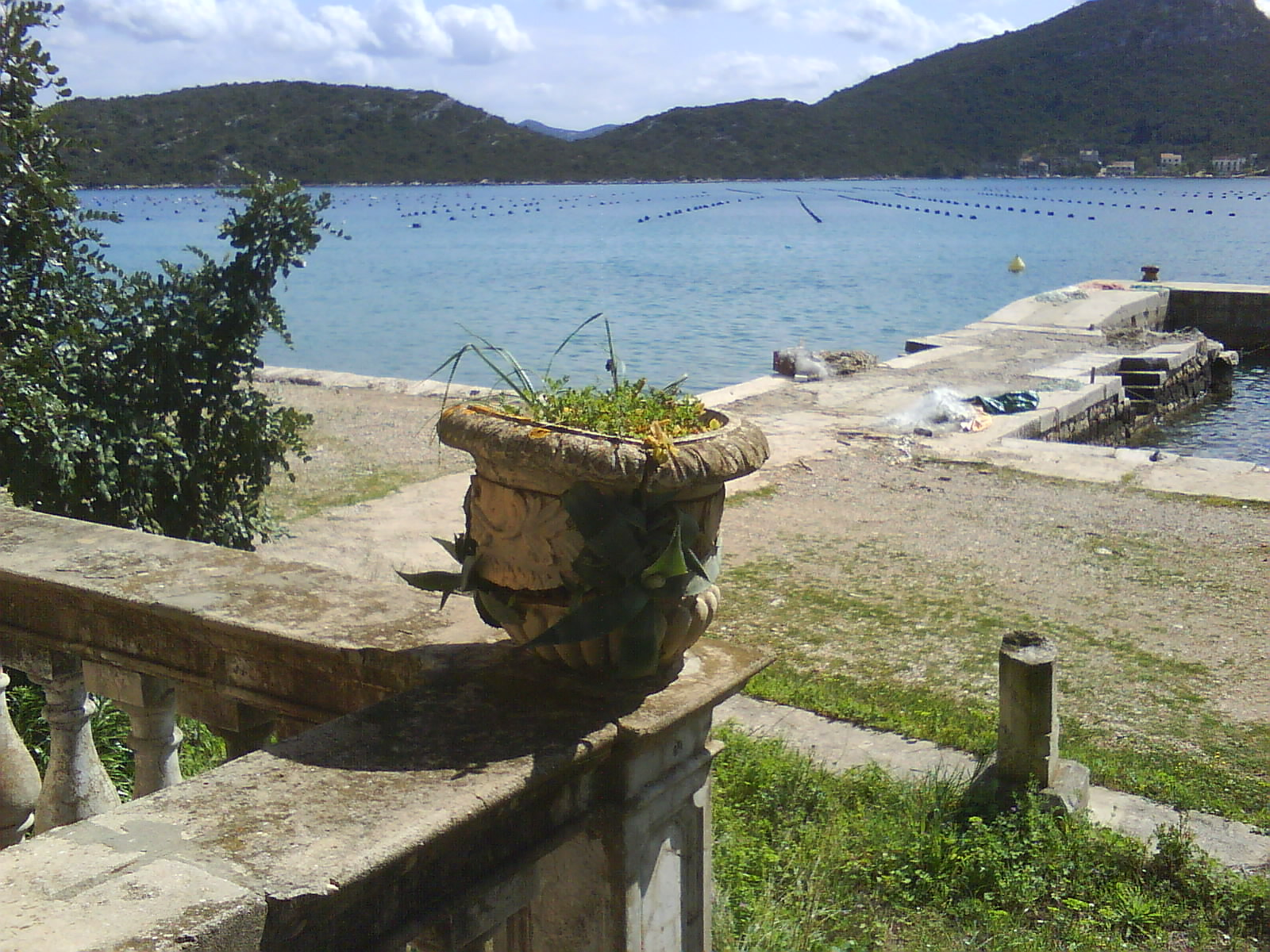
Sutvid